# Tony Stonem
Anthony “Tony” Stonem és un personatge fictici creat pel guionista Bryan Elsley per a la sèrie de la televisió britànica Skins del canal E4. Tony va ser el personatge central de la sèrie en la seva primera i segona temporada, de 2007 a 2008 — primera generació— interpretat per l'actor Nicholas Hoult, quan aquest tenia l'edat de 17 anys. El personatge és considerat un antiheroi, perquè moltes de les seves accions són qüestionables i antagòniques a causa de les seves tendències manipuladores. Tanmateix, això canvia en la segona temporada després de ser víctima d'un accident i sofrir un hematoma subdural, afectant la seva personalitat i els seus records. Posteriorment es va al·ludir al personatge en episodis de la tercera i quarta temporada, que es van centrar en la germana de Tony, Effy, interpretada per l'actriu Kaya Scodelario.
En l'adaptació nord-americana del programa de 2011, Tony és interpretat per l'actor James Newman, i el cognom del personatge es canvia a Schneider.

## Descripció del personatge
A primera vista, Tony sembla ser el nen perfecte amb el qual tot pare somiaria: és atractiu, molt popular en Bristol, li va bé a l'escola i la majoria de les noies donarien qualsevol cosa per sortir amb ell. En el lloc web de , en una secció Sobre mi, explica que el seu filòsof favorit és David Hume, que el seu rei medieval favorit és Carlemany, que el seu àlbum favorit de Primal Scream és Vanishing Point i que li encanten les patates.
Tony, no obstant això, té un costat fosc. Malgrat el seu encant i confiança en si mateix, té un caràcter arrogant i moltes vegades es creu superior als altres sense que ells s'adonin. Els seus professors, amics, pares i companys de classe ho idolatren i oculten les seves tendències psicopàtiques. Les persones principalment exposades a les seves malifetes solen ser les més pròximes a ell: la seva núvia Michelle (April Pearson) i el seu millor amic Sid Jenkins (Mike Bailey). En Sid, mostra el seu amor pel "control i la manipulació" i la seva afició per la imprevisibilitat de l'univers, comparant la vida dels qui l'envolten amb les funcions de les partícules subatòmiques. En l'episodi de Unseen —escenes eliminades/extres de la sèrie— titulat "The Cat & The Duck", Michelle caracteritza a Tony com el gel; "fred i transparent".
  Les trobades sexuals de Tony són suposadament vastos. En "Michelle", Jal Fazer (Larissa Wilson) recorda una llarga llista de les seves conquestes. Més tard, Michelle li diu a Abigail Estoc (Georgina Moffat) que ell "es carda a tots... inclosos els nens". En episodi "Maxxie & Anwar", Tony intenta una cita oral amb el seu amic gai Maxxie (Mitch Hewer). Tony no especifica la seva orientació sexual, però li diu a Maxxie que simplement vol "provar una cosa nova". En una lliçó de psicologia, equipés el sexe amb el poder i la seva luxúria per tots dos es retrata en la seva presentació. Un aspecte del seu subconscient (retratat com un director d'universitat) es refereix a ell com "polisexual", en l'episodi "Tony" de la segona temporada. El guionista de la sèrie Bryan Elsley, caracteritza l'intent de Tony de seduir a Maxxie com una exploració de la fluïdesa sexual del personatge; En la primera temporada de l'adaptació estatunidenca, el personatge de Maxxie és reemplaçat pel personatge de Tea (Sofia Black-D'Elia), i la seva fluïdesa sexual se substitueix per la de Tony. En la sèrie britànica, Tony encaixa en l'antic arquetip televisiu i cinematogràfic del "bisexual dolent" narcisista, controlador i estereotípicament sociòpata".

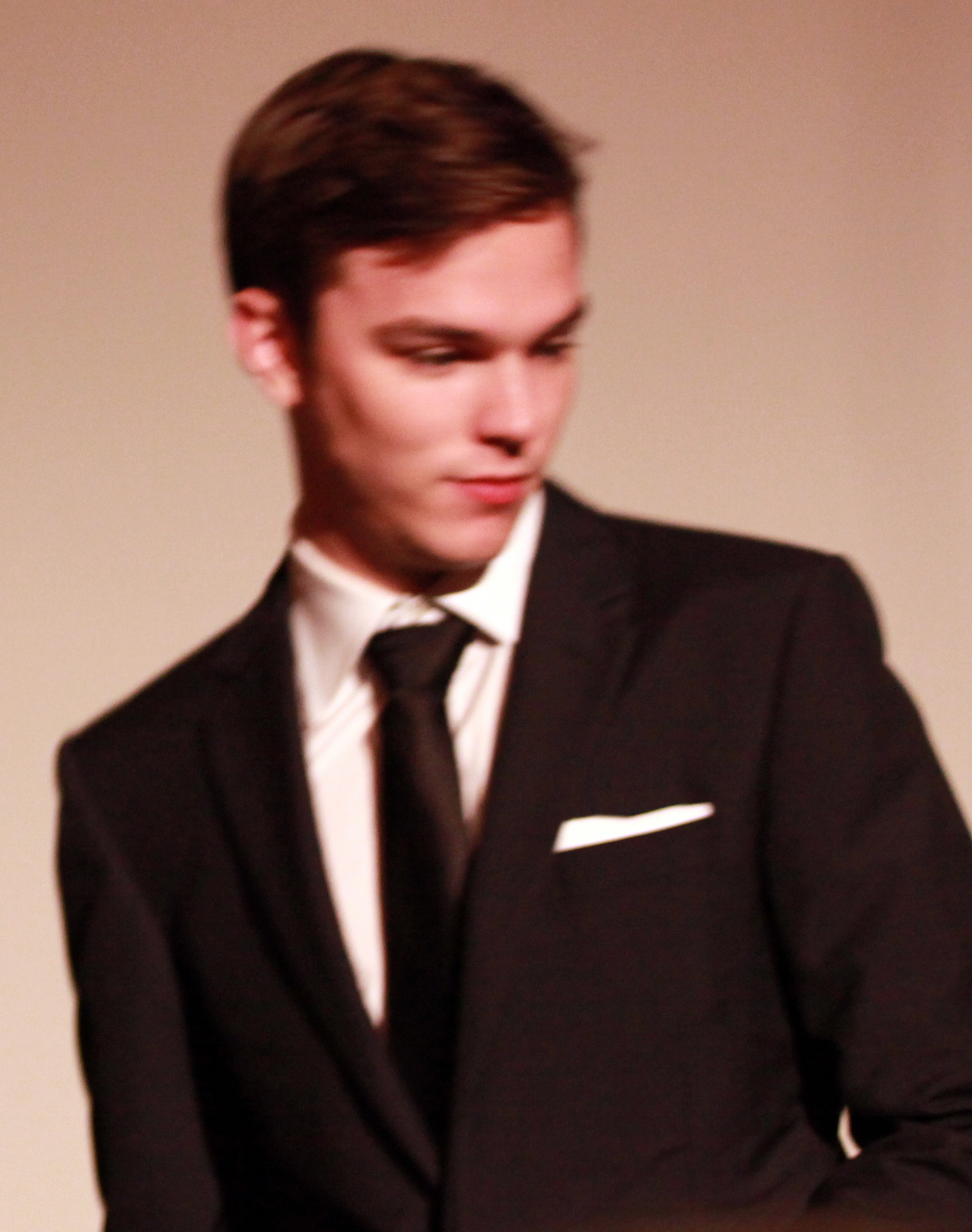
Nicholas Hoult és Tony.

Els hàbits de lectura de Tony donen una idea de la seva personalitat. En el capítol "Tony", el llibre que llegeix en el bany és La nàusea de Jean-Paul Sartre, una novel·la sobre l'existencialisme i la definició d'un mateix. En el capítol "Sid", se li mostra llegint Així parlà Zaratustra de Friedrich Wilhelm Nietzsche, un llibre que desafia els valors morals existents. En el capítol "Maxxie i Anwar" llegeix Les taronges no són l'única fruita de Jeanette Winterson, un llibre sobre una jove que lluita amb la seva homosexualitat. En l'episodi "Tony" de la temporada 2, se li veu llegint La rebel·lió d'Atles de Ayn Rand, mentre està assegut al tren. A més, el vuitè episodi de la segona temporada el mostra llegint obres dels autors Albert Camus i Franz Kafka.
Tony canvia enormement entre la temporada 1 i la temporada 2. Perd la memòria, a la seva núvia i al seu millor amic. Sid enganyarà la seva confiança sortint amb Michelle durant alguns episodis. Ja no és el noi coqueto, fumador i bevedor que solia ser. Tot sembla haver-se esfondrat al seu al voltant, però jura recuperar-lo tot. Només Maxxie i Effy seran realment amables amb ell en la temporada 2 de Skins, Effy cuidarà d'ell tot el temps. Al final tot acaba bastant bé per a Tony, recupera a la seva amiga, a la seva núvia, el seu humor i la seva alegria de viure encara que no va poder acomiadar-se d'un amic i va haver de deixar anar a Sid i Michelle.

## Història del personatge

### Temporada 1
- En l'episodi "Tony" de Skins, intenta ajudar al seu millor amic Sid a perdre la virginitat abans de complir 17 anys per temor a ser associat com un perdedor percebut. Després de suggerir momentàniament que Sid podria perdre el control amb Michelle, li revela que es referia a Cassie (Hannah Murray). Li ordena a Sid que compri herba del traficant de drogues local Madison Twatter i, finalment, acaba conduint un cotxe robat amb els seus amics fins al port on es perden les drogues.
- Tony també comença una relació coqueta amb la noia rica local Abigail, que es desenvolupa en l'episodi "Jal", quan Jal el veu besant-la, i més tard en l'episodi "Sid" de Skins, on l'usa per a trencar amb Michelle, al·legant que l'està fent per Sid, per a donar-li l'oportunitat de perseguir a la persona que li agrada, només per a tornar amb ella en un intent de danyar emocionalment a Sid i Michelle.
- En l'episodi "Maxxie i Anwar", en un viatge escolar a Rússia, intenta de manera agressiva i persistent practicar-li sexe oral al seu amic homosexual Maxxie, només per a descobrir que no se li dona bé. Michelle és testimoni d'això i se sorprèn i, creient que podria estar en l'armari, l'investiga per a revelar qualsevol secret que pugui tenir.Nicholas Hoult amb Kaya Scodelario, que interpreta a Effy la seva germana menor en 2007.

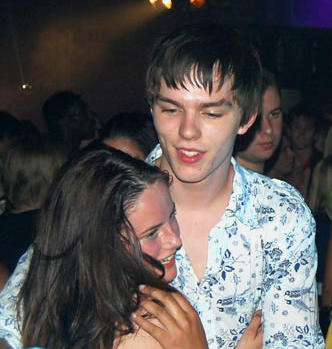
Nicholas Hoult amb Kaya Scodelario, que interpreta a Effy la seva germana menor en 2007.

- En l'episodi "Michelle", l'episodi comença amb Michelle mirant-lo mentre ell continua comportant-se de manera coqueta amb Maxxie. Enfurida, Michelle s'acosta, ho colpeja i posteriorment ho deixa després que ell no li compta sobre la seva trobada amb Maxxie, i ella s'assabenta de diversos altres assumptes. Posteriorment, Sid ho colpeja i després una altra noia ho bufeteja en una lliçó de psicologia com a càstig per l'incident. Després que Michelle comença una relació amb el germà de Abigail, Josh, Tony planeja recuperar-la. Pren fotografies sexuals de Abigail i després les transmet al telèfon de Josh, des d'on les hi envia a Michelle per a fer-li pensar que està tan boig com la seva germana. Tony intenta una reconciliació, però ella encara ho rebutja.
- En l'episodi "Effy", Tony accepta la naturalesa destructiva de les seves maquinacions quan s'enfronta a una persecució per a trobar a la seva germana, Effy Stonem, i rep una proposta terrible: ha de tenir relacions sexuals amb la seva germana inconscient si vol recuperar-la. captors. Això ho espanta fins a les llàgrimes, prou com perquè Josh li digui que ha après la lliçó i ho deixi anar. La seva amistat amb Sid es reafirma ja que Sid és l'únic que és aquí per a ell en la seva crisi.
- Més tard, en el final de la sèrie, Tony paga el seu deute amb Sid traient-lo d'una institució mental i portant a Sid a buscar a Cassie. Després de deixar a Sid en la festa de Anwar (Dev Patel), intenta cridar a Michelle, però perd el senyal i recorre a parar-se enmig de la carretera per a recuperar el senyal. Li confessa a Michelle que realment la mestressa, però es veu interromput quan ho atropella un autobús. Michelle es queda mirant el seu telèfon mentrestant, en una altra part, Effy sosté el seu cos sagnant en estat de xoc, i l'episodi acaba amb l'estat de salut de Tony sense definir.

### Sid - Lost Weeks
En l'episodi Sid de Lost Weeks de Skins, es revela que Tony està en coma.

### Tony - Lost Weeks
En l'episodi Tony de Lost Weeks, es desperta del coma mentre escolta una cinta gravada pels seus amics, contant històries grolleres i impactants per a intentar retornar-li la consciència.

### Temporada 2
- A "Toni i Maxxie", el primer episodi de la temporada 2 de Skins, es demostra que Tony ha estat canviat físicament i mentalment pel seu accident, després de patir un hematoma subdural. Ha demostrat haver perdut la major part del seu enginy i confiança característics presents a la Temporada 1. En una conversa amb la mare de Maxxie, afirma que "ara sóc estúpid" i en un autobús, agafa La mà De Maxxie per seguretat després que passi un autobús. Després d'haver perdut la capacitat d'escriure, entre altres discapacitats, finalment aconsegueix gargotejar el seu nom "dancing", amb la guia de Maxxie.
- A "Esbós", Tony comença a mostrar signes visibles del seu antic afecte per Michelle, però les conseqüències del seu accident impedeixen que la relació funcioni. La seva breu trobada sexual revela a Tony i al públic que ha quedat impotent com a conseqüència de l'accident. Més tard, la busca activament després de l'obra de teatre de l'escola quan Michelle no apareix a causa d'un esbós (Aimee-Ffion Edwards la va enverinar. Li diu a Michelle que creu que li va dir que l'estimava la nit del seu accident, però la conclusió queda en una nota una mica ambigua sobre si estava endevinant o no.
- In "Sid", Es veu que Tony ha millorat més, encara que el seu llenguatge tendeix a complicar-se. Al final de l'episodi, aprèn amb èxit a agafar una cigarreta. Ajuda a Sid a acceptar la mort del seu pare, fins i tot tancant les parpelles. La parella s'embarca en una abraçada emocional en un club, simbolitzant la seva amistat trencada i el dolor que pateixen tots dos.
- A "Michelle", Michelle perseverarà amb Tony i intenta seduir-lo malgrat les protestes de la senyora Stonem, la mare de Tony. No obstant això, els intents de Michelle fracassen i Tony encara mostra dificultats sexuals visibles. Michelle s'enfada perquè Tony encara no sigui "millor per a ella" i se'n va, destacant que necessita més temps. Tony decideix no acompanyar la resta del grup a les vacances d'aniversari De Michelle, però encara li rep un regal. Després Que Michelle tingués relacions sexuals amb Sid a la platja, descobreix que el regal d'aniversari és el rellotge que portava en el moment de l'accident, amb una nota de Tony que diu "Has dit que necessitaves una mica de temps".
- In "Chris", Tony ha tornat a aprendre a nedar. Se'l veu a la piscina amb el seu pare amb un grup de natació per a principiants. Després parla amb Chris (Joe Dempsie) i li proclama que "ho recuperarà tot" i això inclou Michelle. Mostra fàstic i ràbia visibles quan descobreix que Sid i Michelle s'han convertit en parella.
- In "Tony" Tony intenta tornar al seu propi estil de vida, el que resulta en anar a discoteques i prendre drogues. Després que Cassie li doni a Tony una píndola d'èxtasi, Tony s'enfronta a Sid i Michelle, que ara tenen una relació sexual en tota regla, expressant el seu sarcasme pel feliç que està per ells. Immediatament després comença a reaccionar malament a les drogues i pateix un atac de pànic al bany. Una misteriosa noia s'acosta a ell i li revela detalls sobre La vida d'en Tony, tot i ser un desconegut. En el viatge en tren a una jornada de portes obertes a la universitat, Tony s'acosta a Un home que té horribles cremades visibles. L'home explica a Tony la història de com es va desfigurar. Més tard, Tony assisteix a una jornada de portes obertes a la universitat, on té una entrevista grupal amb el mateix home (ara sense cap mal) que va conèixer al tren. La misteriosa noia també està a la reunió i ataca verbalment el director de la universitat. Després de ser expulsats de l'entrevista, Tony i la noia s'embarquen en molts petits delictes al llarg del dia. A poc a poc es fa evident per a l'espectador que la noia pot ser un producte de La imaginació de Tony; per exemple, quan La noia anima (i ensenya amb èxit) a Tony a nedar, es troba sol a la piscina. No obstant això, quan se li pregunta per què estava a la piscina i Tony intenta explicar sobre la noia, se li indica que "no vagi amb ella". Més tard, Tony coneix dos companys de pis promiscu amb la noia, que li van fer un tatuatge. Més tard, Tony i la noia consumeixen i Tony recupera la seva libido sexual. Al final de L'episodi, Es demostra que Tony ha recuperat la major part de la seva intel.ligència i confiança. Aleshores va a dir-li a Sid i Michelle que els estima a tots dos i anuncia que desaprova la seva relació sexual. En les seves escenes finals, el tatuatge que la noia havia marcat a l'esquena es veu a la de Tony, la qual cosa implica que la noia havia estat una creació del subconscient de Tony, a la manifestació del seu animus o naturalesa interior.

A mesura que avança la temporada 2, Tony finalment aconsegueix reconciliar-se amb Michelle i reprèn la seva relació amb ella. En l'episodi final, "Final Goodbyes", Tony rep millors notes que tots els seus amics en els nivells A; 3 As I B. També ajuda a Sid a robar el taüt de Chris i després el torna. Toni vol anar a la Universitat de Cardiff tot i Que Michelle té la intenció d'anar a la Universitat de York. Tony també veu Sid, que buscarà Cassie a Nova York. Quan Sid se'n va, Tony no pot contenir les llàgrimes. Al final de l'episodi, Tony i Michelle discuteixen la seva relació i si continuaran o no la seva relació a la universitat o s'acomiadaran per sempre segueix sent ambigu per al públic. Tanmateix, se separen en bons termes.

### Postemporada 2
Al començament de la temporada 3 de Skins, Effy es va traslladar a l'habitació de Tony i va donar el seu nòrdic a Oxfam. També esmenta Tony i la seva popularitat en Una de les seves primeres converses amb Effy dient: "no tenies un germà que fos genial i es tornés boig? Als meus amics els va agradar." A l'episodi de la temporada 3 d'Effy, l'escena on intenta trucar als seus amics i tothom l'ignora reflecteix directament Tony al primer episodi d'Effy. Al diari de vídeo d'Effy, que té lloc després dels esdeveniments del seu episodi, Effy demana ajuda A Tony i també li demana que no li torni a cridar. També li demana que "no faci res" per cuinar, suggerint que Tony l'ha amenaçat.
A la temporada 4, la foto de Tony és una de les fotos presents al mur d'Effy, que es mostra connectada a la foto de Freddie juntament amb els altres membres de la família d'Effy. A "Effy", on Effy està sent tractada en un hospital psiquiàtric, es demostra que l'incident en què Tony va ser atropellat la va danyar profundament.
Un dels escriptors de va suggerir que abans Skins: Foc, Effy s'havia traslladat a Londres per viure amb Tony i van viure junts una estona abans Que Tony marxés amb Michelle, de manera que Effy va acabar dormint amb Naomi.

## Análisis del personaje
L'escriptor i guionista Britànic Russell T. Davies creu que Tony pertany al mateix arquetip de personatges que Stuart Alan Jones, a Queer as Folk (1999) sent un personatge desagradable amb qui el públic no aconsegueix connectar, "perquè gairebé no hi ha reconeixement. Toni no és creïble." A diferència del personatge de Davies, l'impuls narratiu de Tony té com a objectiu ser enderrocat, patir i mostrar al públic que el comportament de Tony és incorrecte; per fer-ho, "Van haver de derrocar-lo al final perquè ens importés!".